# 2014年ソチオリンピックのモルドバ選手団
2014年ソチオリンピックのモルドバ選手団（2014ねんソチオリンピックのモルドバせんしゅだん）は、2014年2月7日から23日までロシアのソチで開催されたソチオリンピックモルドバ選手団の名簿。

## 選手団
- 人員: 選手 4人
- 開会式旗手: ヴィクトル・ピンザル

## アルペンスキー
- ゲオルグ・リンドナー

男子スーパー大回転 (途中棄権)

## バイアスロン
- アレクサンドラ・カメンスチチ

女子7.5kmスプリント (84位、27:37.0)

## クロスカントリースキー
- ヴィクトル・ピンザル

男子スプリント (予選敗退、77位、4:04.91)
- アレクサンドラ・カメンスチチ

女子10kmクラシカル (71位、39:52.6)

## リュージュ
- ボグダン・マコヴェイ

男子1人乗り (36位、3:36.566)